# Katarzyna Hall
Katarzyna Hall   (Gdańsk, 15 de març de 1957), nascuda Katarzyna Kończa, és una professora polonesa i exministra d'Educació.

## Biografia

### Formació i inicis de carrera
Diplomada en matemàtiques a la Universitat de Gdańsk, va començar a treballar l'any 1980 a una escola secundària. Quatre anys més tard, va retornar a l'institut de matemàtiques de la seva antiga universitat com a investigadora. L'any 1989, es va implicar en la creació de la primera escola privada de Gdańsk, de la qual seria la primera directora, reunint un grup d'investigadors de la Tricité per tal d'elaborar el programa escolar de l'escola.

### Etapa d'educadora
A continuació va formar part dels creadors de la fundació per a l'educació de Gdańsk, i va contribuir l'any 1995 a la creació d'establiments privats en el si de l'ensenyament primari indonesi. L'any 1999, es va integrar en el consell consultiu per a la reforma de l'educació, on hi va ser dos anys. A més, ha estat cap de l'equip encarregat de la redacció d'un programa escolar comú als centres privats polonesos.

### Vida política
Després d'haver estat escollida el 13 d'octubre de 2006 com a tinent d'alcalde de Gdańsk, encarregada de política social, Katarzyna Hall va ser anomenada ministra d'Educació de Polònia, al govern de coalició de centredreta dirigit pel liberal Donald Tusk. Va ser reemplaçada, el 17 de novembre de 2011, per Krystyna Szumilas.

## Família
És mare de tres nens, descendents dels seus dos primers marits. El seu segon marit, Jan Tryba, era matemàtic i va morir l'any 1992. Es va tornar a casar l'any 1996 amb Aleksander Hall, ministre de 1989 a 1990, i viu actualment a Sopot.